# Ji-Paraná
Ji-Paraná är en stad och kommun i västra Brasilien och är den näst största staden i delstaten Rondônia. Folkmängden i kommunen uppgick år 2014 till cirka 129 000 invånare.

## Administrativ indelning
Kommunen var 2010 indelad i tre distrikt:
- Ji-Paraná
- Nova Colina
- Nova Londrina